# Patrick Loubert
Patrick Loubert foi um dos fundadores do estúdio de animação canadense, Nelvana, junto com Clive A. Smith e Michael Hirsh. 
Ele produziu e trabalhou como executivo para muitas animações da empresa. 
No início de sua carreira, publicou The Great Canadian Comic Books, um livro de 1971 focando os primeiros dias do folclore de quadrinhos local, com o parceiro Hirsh. Sob o pseudônimo de Speed Savage, o nome de um herói de quadrinhos obscuro, ele escreveu em 1972 um filme de ação ao vivo.
Loubert e seus colegas ganharam um Emmy em 1990 (na categoria de Melhor Programa Animado) para Beetlejuice. 